# Bomberman
Bomberman – gra zręcznościowa wyprodukowana i wydana przez japońską firmę Hudson Soft w roku 1983. Gra jest wciąż poprawiana i wydawana na różne platformy. Do tej pory gra nie odbiegła znacząco od swojego pierwowzoru. Łącznie ukazało się ponad 60 wydań, w których zostały jedynie wprowadzone nowe dodatki oraz mapy (scenerie), zaś cały model gry pozostał bez zmian. Charakterystyczną cechą głównego bohatera (Bombermana) jest różowa antenka.
Najbardziej znane wydania gry to:
- Bomberman
- Bomberman II
- Super Bomberman (seria)
- Dyna Blaster

## Rozgrywka

### Jednoosobowa – Normal game
Celem gry jednoosobowej jest zniszczenie przeciwników za pomocą bomb oraz odnalezienie drzwi do następnego poziomu. Trudność wzrasta wraz ze zwiększaniem się liczby przeciwników, ich szybkości oraz inteligencji. W czasie gry gracz może napotkać ukryte w cegiełkach dodatki (powerups) ułatwiające wysadzenie przeciwników (np. dodatkowe bomby, większy zasięg płomienia, szybsze bieganie).

### Wieloosobowa – Battle game
Gra wieloosobowa pozwala na rozgrywkę z innymi graczami na mapie-ringu. W tym trybie dodatki (powerups) występują w dużo większej liczbie. Istnieje możliwość gry z przeciwnikami komputerowymi, jednak tutaj, w odróżnieniu od trybu jednoosobowego, przeciwnicy mogą również zbierać dodatki oraz wykazują się dużo wyższą inteligencją.